# Confederación Sudamericana de Futsal
La Confederación Sudamericana de Futsal o Confederación Sudamericana de Fútbol de Salón (CSFS), es un organismo internacional que se ocupa en vía oficial de la gestión del futsal o fútbol de salón a nivel del subcontinente sudamericano desde su fundación en 1965. Actualmente está adscrito a la Asociación Mundial de Futsal (AMF).

## Historia
La Confederación fue el primer organismo internacional de futsal en formarse, iniciando así el juego para todo el subcontinente sudamericano, cuna de este deporte. La sede fue establecida en Asunción, Paraguay y ahí mismo fue realizada la primera edición del Campeonato Sudamericano donde participaron los seleccionados de Brasil, Argentina, Uruguay y el anfitrión Paraguay que representaban las naciones donde el deporte estaba más arraigado en ese momento.
La confederación fue una de las artífices de la creación en 1971 de la FIFUSA (Federación Internacional de Fútbol de Salón), apoyada también en el aumento del interés por este deporte en Europa con el desembarco del juego principalmente en España y en la zona del Benelux. Durante las décadas de 1970 y 1980 organizó diversas ediciones del Campeonato Sudamericano y así mismo en los años 1990 orientó el Campeonato Sudamericano Juvenil. Organizó también los primeros Sudamericanos de Clubes y en la actualidad se ocupa de todos los torneos internacionales del continente sudamericano para el futsal promovido por la Asociación Mundial de Futsal.
Era la única confederación que organizaba torneos en el continente (ya que la Confederación Panamericana de Futsal (PANAFUTSAL) descontinuó sus respectivos torneos a nivel de selecciones y de clubes), hasta que a finales de 2014 la Confederación Norte, Central-Americana y Caribe de Futsal (CONCACFUTSAL) organizó su primer evento de carácter oficial: el clasificatorio para el mundial de Bielorrusia en 2015.

## Miembros afiliados
La CSFS cuenta con un total de 9 entidades nacionales afiliadas:
| País o territorio | Selecciones        | Federación                                       | Fund. | Ingreso CSFS | Sitio web                                                                                |
| ----------------- | ------------------ | ------------------------------------------------ | ----- | ------------ | ---------------------------------------------------------------------------------------- |
| Bolivia           | Masculina Femenina | Federación Boliviana de Fútbol de Salón (FBFS)   | 1972  |              | futboldesalon.com                                                                        |
| Brasil            | Masculina Femenina | Federação Nacional de Futsal do Brasil (FNFBR)   |       | 2022         | facebook.com/FEFUSABrasil                                                                |
| Chile             | Masculina Femenina | Federación Deportiva Nacional de Futsal de Chile | 2021  |              |                                                                                          |
| Colombia          | Masculina Femenina | Federación Colombiana de Fútbol de Salón (FCFS)  | 1974  |              | fedefutsal.com olimpicocol.co                                                            |
| Ecuador           | Masculina Femenina | Asociación Ecuatoriana de Futbol de Salón (AEFS) | 2021  |              | pichinchafutsalon.blogspot.com                                                           |
| Paraguay          | Masculina Femenina | Federación Paraguaya de Fútbol de Salón          | 1962  | 1965         | www.fpfs.com.py www.coo.org.py Archivado el 16 de septiembre de 2016 en Wayback Machine. |
| Perú              | Masculina Femenina | Asociación Peruana de Fútbol de Salón (APFS)     | 2003  | 2016         | www.universidadperu.com/apfs                                                             |
| Uruguay           | Masculina Femenina | Federación Uruguaya de Fútbol de Salón (FUFS)    | 1965  | 1965         | futsaluruguay.com                                                                        |
| Venezuela         | Masculina Femenina | Comisión Venezuela AMF                           | 2022  | 2022         | fevefusa.blogspot.com                                                                    |

### Miembros desafiliados
| País o territorio | Federación                                                 | Fund. | Ingreso CSFS | Egreso CSFS | Motivo |
| ----------------- | ---------------------------------------------------------- | ----- | ------------ | ----------- | --- |
| Argentina         | Confederación Argentina de Fútbol de Salón (CAFS)          | 1965  | 1965         | 2022        | La federación, que se desempeñaba en la AMF y la CSFS, desertó para participar de la reactivación de la FIFUSA. |
| Brasil            | Confederación Brasileña de Deportes (CBD)                  | 1916  | 1965         | 1979        | La CBF se disolvió en 1979. Sus derechos fueron transferidos a la CBFS.                                         |
| Brasil            | Confederación Brasileña de Futsal (CBFS)                   | 1979  | 1979         | 1989        | La CBFS abandonó la FIFUSA y la CSFS en 1989 para adherirse a la CBF y la FIFA.                                 |
| Brasil            | Confederación Nacional de Fútbol de Salón de Brasil (CNFS) | 1991  | 1991         | 2022        | La federación, que se desempeñaba en la AMF y la CSFS, desertó para participar de la reactivación de la FIFUSA. |
| Venezuela         | Federación Venezolana de Fútbol de Salón (FEVEFUSA)        | 1984  |              | 2022        | La federación, que se desempeñaba en la AMF y la CSFS, desertó para participar de la reactivación de la FIFUSA. |

## Competiciones organizadas
| Torneo                              | Último torneo         | Campeón vigente             | Próximo torneo        |
| Selecciones absolutas               | Selecciones absolutas | Selecciones absolutas       | Selecciones absolutas |
| ----------------------------------- | --------------------- | --------------------------- | --------------------- |
| Campeonato Sudamericano Masculino   | Valle del Cauca 2014  | Colombia                    | A confirmar           |
| Campeonato Sudamericano Femenino    | Tunja 2017            | Colombia                    | A confirmar           |
| Selecciones juveniles               |                       |                             |                       |
| Campeonato Sudamericano Juvenil     | Paraná 2018           | Brasil                      | A confirmar           |
| Clubes                              |                       |                             |                       |
| Copa de las Américas                | Calarcá 2023          | Sportivo José Meza          | A confirmar           |
| Sudamericano de Clubes - Zona Norte | Ipiales 2025          | Solo Micro Ipiales F.S.     | A desginar 2026       |
| Sudamericano de Clubes - Zona Sur   | Maldonado 2025        | Albion B.B.C. Pan de Azúcar | A designar 2026       |